# Liceo scientifico statale Paolo Ruffini
Il Liceo Scientifico Statale Paolo Ruffini è un liceo scientifico situato a Viterbo. Negli ultimi anni ha sempre raggiunto il primo posto nella graduatoria dei liceo della provincia secondo Eduscopio per gli indirizzi scientifico tradizionale, scienze applicate e indirizzo sportivo 

## Storia
La scuola porta il nome del matematico e medico Paolo Ruffini (1765-1822), nato a Valentano, comune in provincia di Viterbo.
Il Liceo Ruffini è stato istituito nell'immediato dopoguerra, con l’anno scolastico 1945-1946. Come sua prima sede, utilizzò alcuni locali dell’edificio attualmente occupato dall'Istituto Tecnico Economico Paolo Savi, nei pressi di Porta Romana, che abbandonò solo nell’estate del 1962. Tuttavia per diversi anni il Liceo Ruffini ha svolto la propria attività in sistemazioni provvisorie dislocate in diverse zone della città.  
La sede definitiva venne poi individuata in Palazzo Borgognoni in Via della Verità, nel centro storico, a pochi metri dall'omonima porta e accanto all'ex convento di Santa Maria della Pace, sede della scuola primaria Luigi Concetti e della scuola secondaria di primo grado Luigi Fantappiè. Nello storico Palazzo Borgognoni trovarono posto le classi del biennio, mentre nel moderno edificio adiacente quelle del triennio, gli uffici di presidenza, la segreteria e i laboratori. 
A partire dal 2010 Palazzo Borgognoni divenne sede degli uffici scolastici provinciali e le classi del biennio furono trasferite all'edificio che ospitava fino a quel momento le classi del triennio. A loro volta, queste ultime furono progressivamente trasferite presso l'ex convento di Santa Caterina in Piazza Dante Alighieri (già sede dell'Istituto Professionale Statale per l'Industria e l'Artigianato Guglielmo Marconi), a poche centinaia di metri. Questa divenne ufficialmente la sede del Liceo Ruffini a partire dall'anno scolastico 2012-2013,sebbene numerose classi siano ancora ospitate sia a Palazzo Borgognoni che nella sede accanto costruita negli anni sessanta . 
Il Liceo Ruffini non ha mai avuto a disposizione una propria palestra per le attività di educazione fisica e utilizza la Palestra della Verità in Via Oslavia.